# 阿夫里 (弗里堡州)

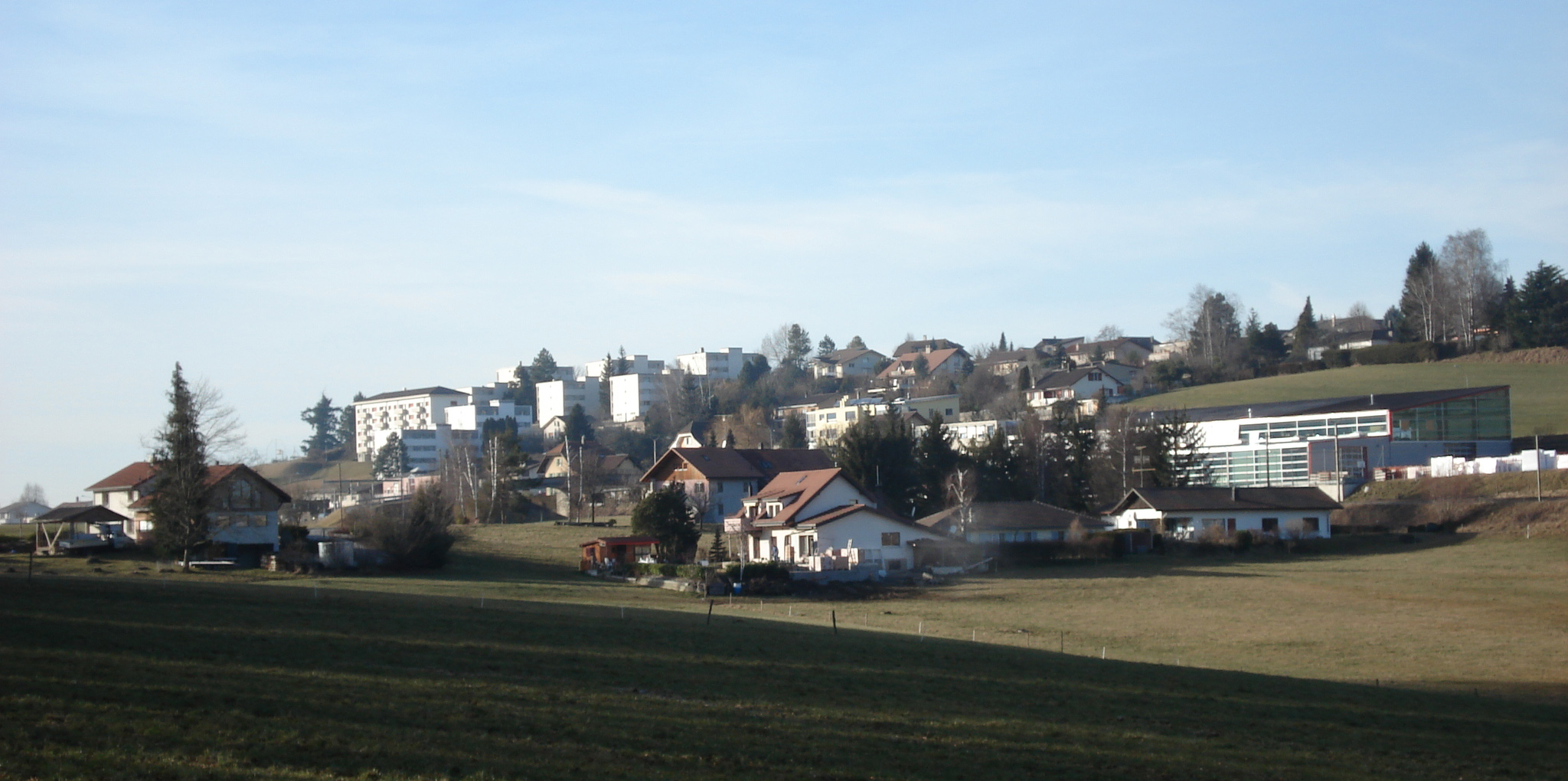

阿夫里是瑞士的城鎮，位於該國西部，由弗里堡州負責管轄，面積5.83平方公里，海拔高度679米，2011年人口1,770，七成半人口信奉羅馬天主教，人口密度每平方公里304人。

## 外部連結
- Official website （法文）